# Kjeld Petersen
Kjeld Petersen (1 de julio de 1920 – 24 de mayo de 1962) fue un actor teatral y cinematográfico de nacionalidad danesa. Actuó en 41 películas entre 1945 y 1962, y también disfrutó del éxito como actor teatral dramático y humorista de revista, particularmente formando una loca pareja cómica con Dirch Passer desde los años 1950 hasta el momento de su muerte.

## Biografía
Nacido en Copenhague, Dinamarca, Petersen debutó como actor en el Betty Nansen Teatret en 1939. A partir de entonces actuó en giras provinciales, en el Aarhus Teater y en diversos escenarios de Copenhague como la Riddersalen y el Apolloteatret. Bajo la dirección de Stig Lommer, en los años 1950 actuó en los espectáculos ABC-revyen con Dirch Passer. Otros centros en los cuales actuó fueron el Betty Nansen Teatret y el Folketeatret.
Kjeld Petersen era hermano del crítico cinematográfico y guionista Bent Grasten. Kjeld Petersen se casó el 2 de mayo de 1953 en la Iglesia Birkerød con Ulla Krohn, pero el matrimonio duró pocos años.
Petersen falleció a causa de un infarto agudo de miocardio en Frederiksberg, Dinamarca, a los 41 años de edad, la noche después de estrenarse el show Holder De af Brams, Passer og Petersen?, que protagonizaba junto a Ingeborg Brams y Dirch Passer en el ABC Teatret de Frederiksberg. Fue enterrado en el Cementerio de Holmen, en Copenhague.

## Selección de su filmografía
- 1945 : Den usynlige hær
- 1946 : Far betaler
- 1947 : Lise kommer til byen
- 1948 : Tre år efter
- 1949 : Kampen mod uretten
- 1950 : Op og ned langs kysten
- 1950 : Den opvakte jomfru
- 1950 : Smedestræde 4
- 1951 : Fireogtyve timer
- 1951 : Som sendt fra himlen
- 1951 : Vores fjerde far
- 1951 : Unge piger forsvinder i København
- 1951 : Alt dette og Island med
- 1953 : Solstik
- 1954 : I kongens klær
- 1955 : Det var på Rundetårn
- 1955 : Blændværk
- 1955 : Gengæld
- 1956 : Hvad vil De ha'?
- 1956 : Færgekroen
- 1956 : Den store gavtyv
- 1957 : Skarpe skud i Nyhavn
- 1957 : Sønnen fra Amerika
- 1958 : Krudt og klunker
- 1958 : Pigen og vandpytten
- 1958 : Seksdagesløbet
- 1959 : Helle for Helene
- 1959 : Pigen i søgelyset
- 1959 : Poeten og Lillemor
- 1959 : Soldaterkammerater rykker ud
- 1959 : Vi er allesammen tossede
- 1960 : Kvindelist og kærlighed
- 1960 : Skibet er ladet med...
- 1961 : Den grønne elevator
- 1961 : Løgn og løvebrøl
- 1961 : Reptilicus
- 1962 : Lykkens musikanter
- 1962 : Det tossede paradis
- 1962 : Sømænd og svigermødre